# IC 1275
IC 1275 је емисиона маглина са звијездама у сазвјежђу Стријелац која се налази на листи објеката дубоког неба у Индекс каталогу.
Деклинација објекта је - 23° 45' 42" а ректасцензија 18h 10m 7,0s.